# Shotcut
Shotcut é um editor de vídeo open-source disponível para as plataformas FreeBSD, macOS, Linux e Windows. Seu desenvolvimento começou em 2011, e é baseado no framework MLT.

## Recursos
Usando a biblioteca do FFmpeg, o Shotcut suporta formatos de áudio, vídeo e imagens. Ele consiste na edição não linear numa linha do tempo com várias faixas, contendo arquivos que podem ser de vários formatos diferentes. Também permite a aplicação de diversos filtros, como o modo Picture-in-Picture e o chroma key.